# Blauwkeelbaardvogel
De blauwkeelbaardvogel (Psilopogon asiaticus synoniem: Megalaima asiatica) is een baardvogel die voorkomt in het gebied dat reikt van Pakistan tot Vietnam.

## Beschrijving
De blauwkeelbaardvogel is 23 cm lang. Hij is -net als de andere Aziatische baardvogels- vrij plomp van bouw en overwegend groen gekleurd. Hij heeft een forse snavel met borstels aan de basis van de snavel. De vogel lijkt het meest op de groenkapbaardvogel, want beide vogelsoorten hebben blauwe wangen en een blauwe keel. De blauwkeelbaardvogel heeft echter een rode kruin met halverwege een zwart vlekje

## Verspreiding en leefgebied
De blauwkeelbaardvogel komt voor in het noorden van Pakistan, India, Bangladesh en van Myanmar tot in Midden-Vietnam en noordelijker in Yunnan (China). Het is een standvogel van verschillende typen bos tot op een hoogte van 1800 m boven de zeespiegel.
De soort telt twee ondersoorten:
- P. a. asiaticus: van noordoostelijk Pakistan tot westelijk en noordelijk Myanmar en zuidwestelijk Yunnan.
- P. a. davisoni: van zuidoostelijk Myanmar tot zuidoostelijk Yunnan en noordelijk Indochina.

## Status
De blauwkeelbaardvogel heeft een enorm groot verspreidingsgebied en daardoor alleen al is de kans op uitsterven uiterst gering. De grootte van de populatie is niet gekwantificeerd. Men neemt aan dat de populatie-aantallen stabiel zijn. Om deze redenen staat deze baardvogel als niet bedreigd op de Rode Lijst van de IUCN.

Serie foto's gemaakt in Kolkata (India)
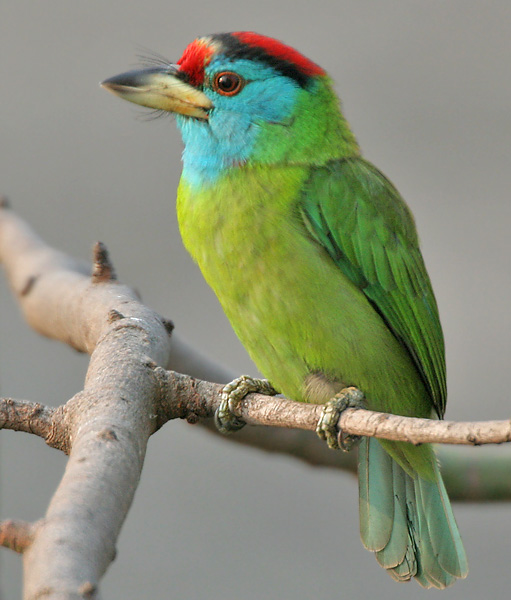
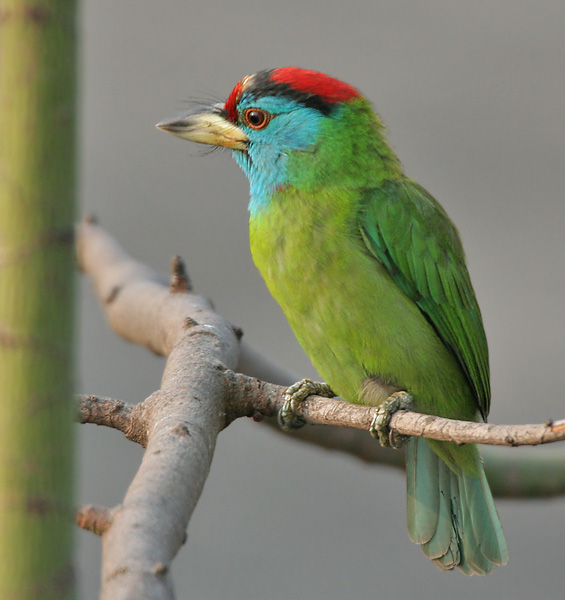
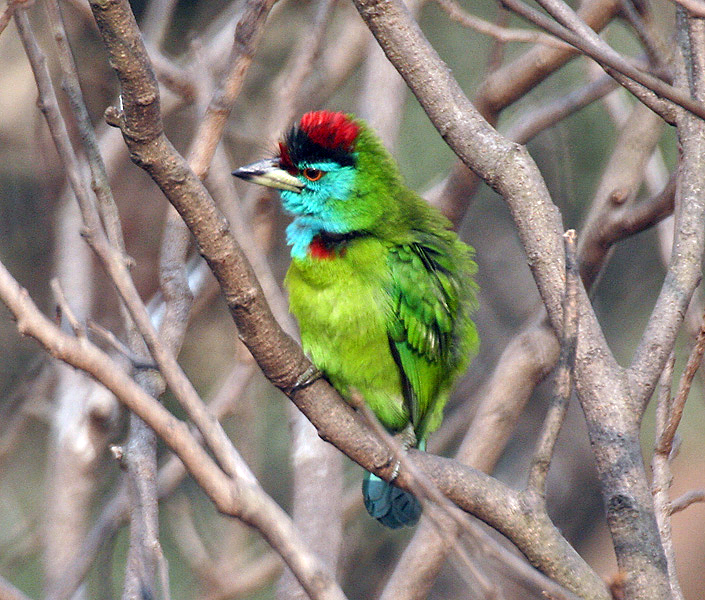
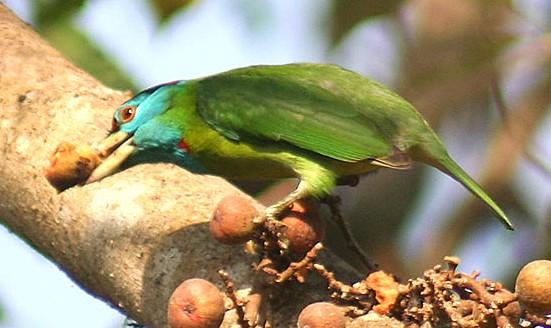
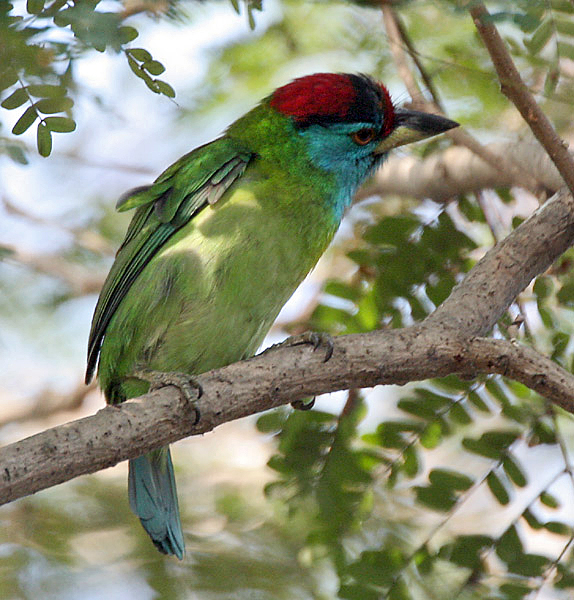
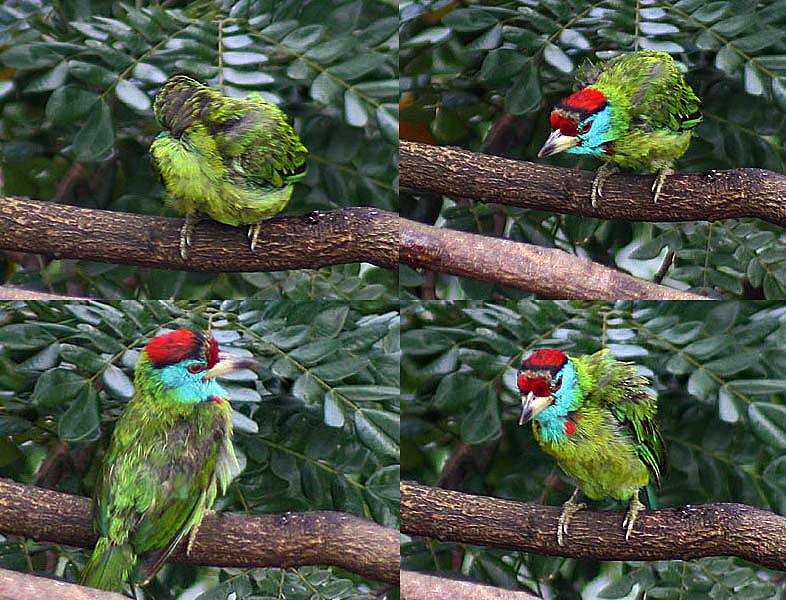
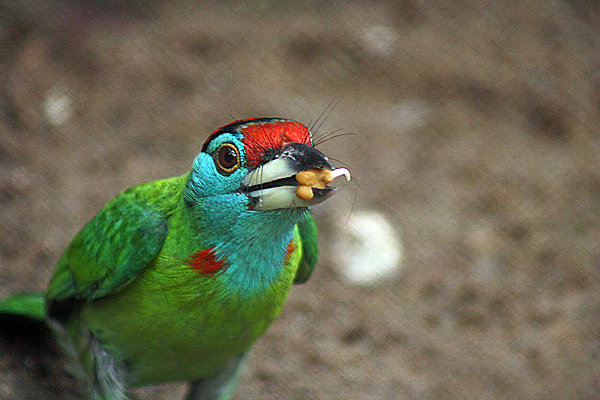
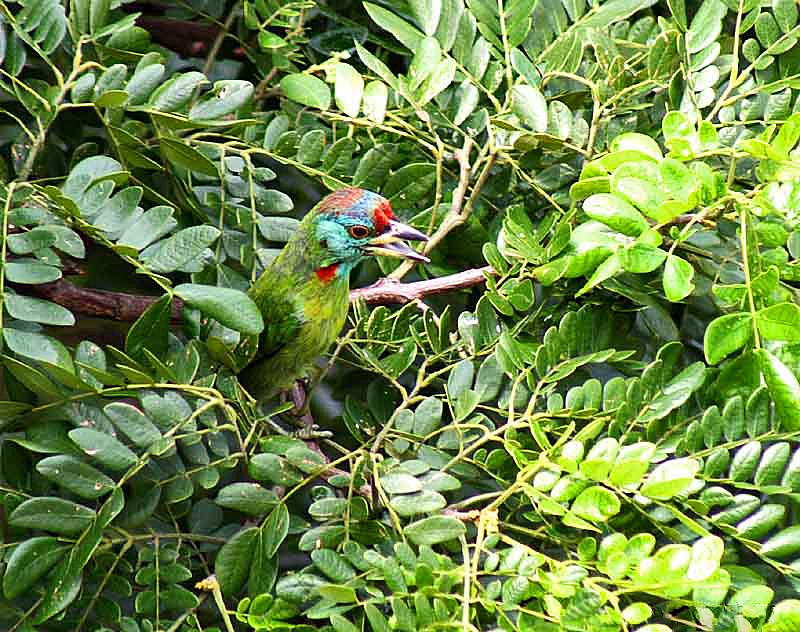